# Li Xian
Li Xian (chinês tradicional: 李峴, pinyin: Lǐ Xiàn; 709–766), formalmente o Duque de Liang (梁公, Liáng Gōng), foi um político chinês da dinastia Tang, servindo como chanceler durante os reinados do Imperador Suzong e do Imperador Daizong. Ele era conhecido por sua disposição em confrontar o poderoso eunuco Li Fuguo e por sua misericórdia para com outros funcionários que se tornaram colaboradores do regime rebelde de Yan.

## Início de vida
Li Xian nasceu em 709, durante o reinado do Imperador Zhongzong. Ele era membro do clã imperial Li da dinastia Tang - seu tataravô Li Ke o Príncipe de Wu era filho do segundo imperador da Tang Imperador Taizong, que também era avô do Imperador Zhongzong. O avô de Li Xian, Li Kun (李琨), serviu como prefeito prefeitural e foi postumamente honrado com o título de Príncipe de Wu também. O pai de Li Xian, Li Hui (李褘) o Príncipe de Xin'an, era um general conhecido no início do reinado do sobrinho do Imperador Zhongzong, Imperador Xuanzong. Li Xian tinha dois irmãos mais velhos, Li Heng (李峘) e Li Yi (李嶧), ambos serviram como oficiais também.

## Durante o reinado do Imperador Xuanzong
Era dito que Li Xian era caridoso e humilde, disposto a encontrar pessoas capazes de posições sociais mais baixas, e que ele mostrava habilidades para ser um oficial desde jovem. Devido à sua linhagem, ele foi capaz de ingressar no serviço civil e, eventualmente, serviu como magistrado do Condado de Gaoling (高陵, na moderna Xi'an, Shaanxi), perto da capital Chang'an. Devido ao seu bom desempenho em Gaoling, ele foi então nomeado magistrado do Condado de Wannian (萬年), um dos dois condados que compunham a cidade de Chang'an. Ele então serviu sucessivamente como vice-prefeito da Municipalidade de Henan (河南, ou seja, a capital oriental Luoyang), governador do Comando de Wei (魏郡, aproximadamente moderno Handan, Hebei), general da guarda imperial, diretor da construção do palácio (將作監, Jiangzuo Jian), e eventualmente prefeito da Municipalidade de Jingzhao (京兆, ou seja, Chang'an). Onde quer que ele estivesse, ele servia bem.
Em 754, enquanto Li Xian servia como prefeito de Jingzhao, a região sofreu cerca de 60 dias de chuva, causando muitas inundações. O poderoso chanceler Yang Guozhong, que ressentia Li Xian por não lisonjeá-lo, aproveitou essa oportunidade para culpar Li Xian pelas inundações (ou seja, que Li Xian deve ter provocado a ira divina) e o fez ser rebaixado para governador do Comando de Changsha. O povo, que sentia falta de seu governo, escreveu uma música que incluía as palavras: "Se você quer que o preço do grão caia, traga Li Xian de volta".

## Durante o reinado do Imperador Suzong
Durante a rebelião de An Lushan em 755, o general An Lushan liderou uma revolta no Circuito de Fanyang, levando à fuga do Imperador Xuanzong para Chengdu. Seu filho, Li Heng, não o seguiu, mas fugiu para Lingwu, onde foi proclamado Imperador Suzong. Enquanto isso, o Imperador Xuanzong fez várias nomeações de seus filhos antes de receber a notícia da ascensão de Suzong. Li Lin, irmão de Suzong, recebeu territórios, mas seu desejo de governar independentemente levou a uma confrontação com Li Xian, resultando em sua derrota. Após a vitória sobre Li Lin, Suzong nomeou Li Xian para cargos importantes, incluindo o de governador do Comando de Fufeng e prefeito da Municipalidade de Jingzhao.
Li Xian também desempenhou um papel crucial no julgamento de ex-funcionários Tang que serviram ao regime rebelde de Yan. Enquanto seus colegas propunham punições severas, Li Xian defendeu uma abordagem mais misericordiosa, resultando em punições variadas para os condenados, com base nas circunstâncias individuais. Sua compaixão e discernimento ganharam respeito, e ele foi posteriormente promovido a chanceler e vice-chefe do governo.
No entanto, o crescente poder e influência de Li Xian causaram atrito com outros ministros, especialmente Lü Yin. Além disso, ele entrou em conflito com o poderoso eunuco Li Fuguo, sugerindo a suspensão dos poderes da polícia secreta, o que gerou ressentimento por parte de Li Fuguo. Um incidente envolvendo uma injustiça levou a disputas internas, culminando na remoção de Li Xian de seu cargo e seu rebaixamento a governador da Prefeitura de Shu.

## Durante o reinado do Imperador Daizong
O Imperador Suzong faleceu em 762 e foi sucedido por Li Chu (cujo nome foi alterado para Li Yu naquele ponto) (como Imperador Daizong). O Imperador Daizong nomeou Li Xian como governador militar (jiedushi) do Circuito de Jingnan (荊南, com sede na moderna Jingzhou, Hubei) e o encarregou de selecionar funcionários das regiões do Yangtze e do Rio Huai. Mais tarde, ele convocou Li Xian para servir como ministro dos ritos e ministro dos assuntos imperiais do clã (宗正卿, Zongzheng Qing). Em 763, após um ataque surpresa do Império Tibetano forçar o Imperador Daizong a fugir de Chang'an para a Prefeitura de Shan (陝州, na moderna Sanmenxia, Henan), Li Xian seguiu o Imperador Daizong para a Prefeitura de Shan e, após o retorno do Imperador Daizong a Chang'an, foi nomeado Huangmen Shilang (黃門侍郎) - o vice-chefe do departamento de exames (門下省, Menxia Sheng) - e novamente chanceler com a designação Tong Zhongshu Menxia Pingzhangshi.
Dizia-se que regulamentos anteriores não permitiam que chanceleres recebessem visitantes no Salão dos Chanceleres (政事堂, Zhengshi Tang), mas para aplacar eunucos, o chanceler Yuan Zai colocou tapetes no Salão dos Chanceleres para facilitar a visita de eunucos. Li Xian ordenou que os tapetes fossem removidos. Em 764, com eunucos ressentidos com ele - acreditando que ele era responsável pela remoção do poderoso eunuco Cheng Yuanzhen - ele foi removido de seu cargo de chanceler e feito membro da equipe do príncipe herdeiro do Imperador Suzong, Li Kuo, e logo enviado para a Prefeitura de Hong (洪州, na moderna Nanchang, Jiangxi) para ser responsável novamente pela seleção de funcionários das regiões do Yangtze e do Huai. Em 765, ele foi nomeado prefeito da Prefeitura de Qu (衢州, aproximadamente moderna Quzhou, Zhejiang). Ele faleceu no verão de 766.